# Gerarda
Gerarda – imię żeńskie; żeński odpowiednik germańskiego imienia Gerard, złożonego z członów ger–, gari– – „oszczep”, i –hard – „mężny, mocny, trwały”.
W Polsce imię jest rzadkie. W styczniu 2024 r. w rejestrze PESEL, wśród publicznie dostępnych danych dotyczących osób żyjących, wykazano 69 kobiet o imieniu Gerarda nadanym jako imię pierwsze.
Gerarda imieniny obchodzi razem z Gerardem: 
- 30 stycznia[5], jako wspomnienie św. Gerarda z Clairvaux, brata św. Bernarda,
- 4 marca, jako wspomnienie św. Gerarda z Rousillon,
- 23 kwietnia[5], jako wspomnienie św. Gerarda, biskupa w Toul,
- 13 maja, jako wspomnienie bł. Gerarda z Villamagny, giermka,
- 6 czerwca, jako wspomnienie św. Gerarda Tintoriego,
- 13 czerwca, jako wspomnienie bł. Gerarda zakonnika,
- 3 września, jako wspomnienie bł. Gerarda z Jerozolimy,
- 24 września[5], jako wspomnienie św. Gerarda, biskupa Csanádu,
- 3 października[5], jako wspomnienie św. Gerarda z Brogne,
- 16 października[5], jako wspomnienie św. Gerarda Majelli,
- 30 października, jako wspomnienie św. Gerarda, biskupa, patrona Potenzy,
- 29 grudnia, jako wspomnienie bł. Gerarda Cagnoli.

## Kobiety o imieniu Gerarda
- Gerarda Śliwińska (1934–2012) – zakonnica ze Zgromadzenia Sióstr św. Katarzyny Dziewicy i Męczennicy w Braniewie, prawniczka i historyczka, badaczka historii Zgromadzenia Sióstr Świętej Katarzyny Dziewicy i Męczennicy.